# الجمعية الوطنية لمرشدات بيرو
الجمعية الوطنية لمرشدات بيرو هي المنظمة الإرشادية الوطنية في بيرو. بدأت حركة المرشدات في بيرو في عام 1916 وفي عام 1945 تأسست الجمعية الوطنية لمرشدات بيرو، وفي عام 1960 أصبحت المنظمة عضوا منتسبا في الرابطة العالمية للمرشدات وفتيات الكشافة في عام 1960، وفي عام 1963 أصبحت عضواً كامل العضوية في عام 1963. المنظمة مختلطة وتضم 6100 عضواَ اعتبارا من عام 2010.